# Kremlin Cup 2014
La Kremlin Cup 2014, anche conosciuto come Kremlin Cup by Bank of Moscow per motivi di sponsorizzazione, è stato un torneo di tennis che si è giocato sul cemento indoor. È stata la 25ª edizione del torneo maschile che fa parte della categoria ATP World Tour 250 series nell'ambito dell'ATP World Tour 2014 e la 19ª del torneo femminile che fa parte della categoria Premier nell'ambito del WTA Tour 2014. Il torneo si è giocato allo Stadio Olimpico di Mosca, in Russia, dal 13 al 19 ottobre 2014.

## Partecipanti ATP

### Teste di serie
| Nazionalità | Giocatore             | Ranking* | Testa di serie |
| ----------- | --------------------- | -------- | -------------- |
| Canada      | Milos Raonic          | 8        | 1              |
| Croazia     | Marin Čilić           | 9        | 2              |
| Lettonia    | Ernests Gulbis        | 13       | 3              |
| Italia      | Fabio Fognini         | 17       | 4              |
| Spagna      | Roberto Bautista Agut | 18       | 5              |
| Spagna      | Tommy Robredo         | 20       | 6              |
| Russia      | Michail Južnyj        | 35       | 7              |
| Italia      | Andreas Seppi         | 50       | 8              |

* Ranking al 6 ottobre 2014.

### Altri partecipanti
I seguenti giocatori hanno ricevuto una wildcard per il tabellone principale:
- Evgenij Donskoj
- Karen Chačanov
- Andrej Rublëv

I seguenti giocatori sono passati dalle qualificazioni:

- Victor Baluda
- Ričardas Berankis
- Aslan Karacev
- Peđa Krstin

## Partecipanti WTA

### Teste di serie
| Nazionalità | Giocatrice               | Ranking* | Testa di serie |
| ----------- | ------------------------ | -------- | -------------- |
| Slovacchia  | Dominika Cibulková       | 12       | 1              |
| Russia      | Ekaterina Makarova       | 13       | 2              |
| Italia      | Flavia Pennetta          | 15       | 3              |
| Rep. Ceca   | Lucie Šafářová           | 17       | 4              |
| Russia      | Svetlana Kuznecova       | 26       | 5              |
| Russia      | Anastasija Pavljučenkova | 29       | 6              |
| Rep. Ceca   | Karolína Plíšková        | 30       | 7              |
| Francia     | Caroline Garcia          | 34       | 8              |

* Ranking al 6 ottobre 2014.

### Altre partecipanti
Le seguenti giocatrici hanno ricevuto una wildcard per il tabellone principale:
- Darʹja Kasatkina
- Aleksandra Krunić

Le seguenti giocatrici sono passate dalle qualificazioni:

- Vitalija D'jačenko
- Kateryna Kozlova
- Kateřina Siniaková
- Lesja Curenko

## Campioni

### Singolare maschile
Marin Čilić ha sconfitto in finale  Roberto Bautista Agut per 6-4, 6-4.
- È il tredicesimo titolo in carriera per Čilić, il quarto del 2014.

### Singolare femminile
Anastasija Pavljučenkova ha sconfitto in finale  Irina-Camelia Begu per 6–4, 5–7, 6–1.
- È il settimo titolo in carriera per la Pavljučenkova, il secondo del 2014.

### Doppio maschile
František Čermák /  Jiří Veselý hanno sconfitto in finale  Samuel Groth /  Chris Guccione per 7–6(2), 7-5.

### Doppio femminile
Martina Hingis /  Flavia Pennetta hanno sconfitto in finale  Caroline Garcia /  Arantxa Parra Santonja per 6-3, 7-5.